# Orahovo, Petnjica
Orahovo este un sat din comuna Petnjica, Muntenegru. Conform datelor de la recensământul din 2003, localitatea are 130 de locuitori (la recensământul din 1991 erau 179 de locuitori).

## Demografie
În satul Orahovo locuiesc 96 de persoane adulte, iar vârsta medie a populației este de 36,0 de ani (34,2 la bărbați și 38,0 la femei). În localitate sunt 37 de gospodării, iar numărul mediu de membri în gospodărie este de 3,51.
|  |

| Demografie | Demografie | Demografie |
| An         | Locuitori  | Locuitori  |
| ---------- | ---------- | ---------- |
|            |            |            |
|            |            |            |
|            |            |            |
|            |            |            |
| 1948       | 173        |            |
| 1953       | 204        |            |
| 1961       | 231        |            |
| 1971       | 235        |            |
| 1981       | 200        |            |
| 1991       | 179        | 176        |
| 2003       | 165        | 130        |

| \| Componența etnică conform recensământului din 2003[2] \| Componența etnică conform recensământului din 2003[2] \| Componența etnică conform recensământului din 2003[2] \| Componența etnică conform recensământului din 2003[2] \| Componența etnică conform recensământului din 2003[2] \| \| ----------------------------------------------------- \| ----------------------------------------------------- \| ----------------------------------------------------- \| ----------------------------------------------------- \| ----------------------------------------------------- \| \| \| \| \| \| \| \| Musulmani \| Musulmani \| \| 63 \| 48,46% \| \| Bosniaci \| Bosniaci \| \| 61 \| 46,92% \| \| Muntenegreni \| Muntenegreni \| \| 6 \| 4,61% \| \| necunoscută \| necunoscută \| \| 0 \| 0% \| |              |  |    |        |
| Componența etnică conform recensământului din 2003 |              |  |    |        |
| |              |  |    |        |
| Musulmani | Musulmani    |  | 63 | 48,46% |
| Bosniaci | Bosniaci     |  | 61 | 46,92% |
| Muntenegreni | Muntenegreni |  | 6  | 4,61%  |
| necunoscută | necunoscută  |  | 0  | 0%     |